# Europlanet
Europlanet – sieć łącząca europejskich naukowców zajmujących się planetologią. Celem Europlanet jest promowanie współpracy oraz komunikacji pomiędzy współpracującymi instytucjami oraz wspieranie misji kosmicznych badających Układ Słoneczny. Europlanet koordynuje zadania w zakresie planetologii w celu osiągnięcia długoterminowej współpracy pomiędzy europejskimi instytucjami zaangażowanymi w tę dyscyplinę naukową.
Cele:
1. Zwiększenie wydajności projektów naukowych z kapitałem europejskim dotyczących planetologii; skupienie się na głównych misjach planetarnych;
2. Zapoczątkowanie integracji europejskiej społeczności naukowej, zajmującej się planetologią;
3. Zwiększenie konkurencyjności  europejskich naukowców, rozwijanie oraz rozprzestrzenianie wiedzy specjalistycznej dotyczącej planetologii;
4. Popularyzacja wiedzy o planetologii wśród szerokiej publiczności.

Te cele będą uzyskane poprzez:
1. Maksymalizowanie współpracy na różnych polach nauki dających wkład w badanie kosmosu: obserwacje przestrzeni kosmicznej z Ziemi i z kosmosu, badania laboratoryjne, symulacje komputerowe, rozwój baz danych;
2. Koordynowanie oraz rozwój systemu IDIS (ang. Integrated and Distributed Information Service). Celem IDIS jest dostarczenie  prostych w obsłudze platform bazujących na przeglądarce internetowej, dających dostęp do danych, inicjowanie nowych obszarów działalności naukowej, interpretowanie obserwacji, rozwiązywanie problemów itp.